# Reginald de Windt
Reginald Andres Alejandro de Windt (* 30. November 1983 in Curaçao) ist ein ehemaliger Judoka aus Curaçao.

## Werdegang
De Windt wurde im März 2011 bei den Karibischen Judomeisterschaften in Santo Domingo Dritter in der Klasse bis 81 Kilogramm. Ende April 2012 erreichte er bei den Panamerikanischen Meisterschaften in Montreal den siebten Rang. Drei Wochen später wurde er bei einer Weltcup-Veranstaltung in San Salvador ebenfalls Siebter.
Mit diesen Leistungen qualifizierte er sich für die Olympischen Spiele 2012 in London. Da Curaçao durch das IOC nicht anerkannt wurde, durfte de Windt allerdings nicht für Curaçao antreten. Wie drei andere Athleten des Landes erhielt er aber die Erlaubnis, in London als unabhängiger Olympiateilnehmer an den Start zu gehen.
Bis 2019 war de Windt noch international aktiv.